# Monster (Hollande-Méridionale)
Pour les articles homonymes, voir Monster.
Monster est un village situé dans la commune néerlandaise de Westland, dans la province de la Hollande-Méridionale. Le 1er janvier 2008, le village comptait 13 780 habitants.

## Histoire
À partir du XIIIe siècle, et avant la construction de La Haye, Monster était la ville principale du Westland.
Monster a été une commune indépendante jusqu'au 1er janvier 2004 date à laquelle elle a fusionné avec De Lier, 's-Gravenzande, Naaldwijk et Wateringen pour former la nouvelle commune de Westland.